# Сандроф, Айвен
Айвен Сандроф (англ. Ivan Sandrof; 10 июля 1911, Гарднер, штат Массачусетс — 1 февраля 1979, Вустер, штат Массачусетс) — американский литературный критик и краевед.
Участник Второй мировой войны, рядовой.
Автор ряда книг по истории штата Массачусетс, в том числе «Твоя улица в Вустере» (англ. Your Worcester Street; 1948) и «Вчерашний Массачусетс» (англ. Yesterday 's Massachusetts; 1977), а также путеводителя по протестантским кладбищам Новой Англии «Таким, как я сейчас, будешь и ты» (англ. As I Am Now So You Must Be; 1960). Подготовил и прокомментировал альбом «Города Массачусетса: Взгляд 1840 года» (англ. Massachusetts Towns: An 1840 View; 1963), в котором были собраны гравюры 85 населённых пунктов штата, выполненные Джоном Уорнером Барбером.
В 1974 г. стал одним из соучредителей и первым председателем Национального круга книжных критиков. С 1981 года эта организация присуждает ежегодную премию имени Айвена Сандрофа за жизненный вклад в американскую литературную критику и издательское дело.
Похоронен на Вустерском еврейском кладбище.